# Cézanne: Three Colours Cézanne
Cézanne: Three Colours Cézanne è un mediometraggio documentario del 1996 diretto da Janice Sutherland e basato sulla vita del pittore francese Paul Cézanne.